# Arere Anentia
Arere Anentia (ur. w 1931, zm. w 1979) – kenijski lekkoatleta startujący początkowo w barwach Brytyjskiej Afryki Wschodniej, który specjalizował się w biegach długich.
Dwukrotny uczestnik igrzysk olimpijskich (Melbourne 1956 i Rzym 1960) – bez większych sukcesów. W 1958 zdobył brązowy medal Igrzysk Imperium Brytyjskiego i Wspólnoty Brytyjskiej w biegu na 6 mil. Był to pierwszy medal międzynarodowej imprezy mistrzowskiej zdobyty przez Kenijczyka.